# Gradski stadion Ahsu
Gradski stadion Ahsu (azerski: Ağsu Şəhər Stadionu) je višenamjenski stadion u Ahsuu, Azerbajdžan. Stadion je otvoren 30. listopada 2011. te se uglavnom koristi za nogometne utakmice. Od 2012. koristi ga nogometni klub Ağsu FK,